# Catherine Helen Spence
Catherine Helen Spence, född den 31 oktober 1825, död den 3 april 1910, var en australiensisk kvinnorättsaktivist.
Hon var en av ledande figurerna i den lokala rösträttsrörelsen i South Australia. Hon ställde 1897 upp i delstatsvalet och blev därmed den första kvinna som ställde upp i ett val i Australien (hon förlorade i valet).